# 信光寺 (瑞浪市)
信光寺（しんこうじ）は岐阜県瑞浪市土岐町にある臨済宗妙心寺派（龍泉門派光國院下）の寺院。山号は瑞巖山。

## 歴史

### 稲葉寺
永正年間(1504年～1521年)に稲葉寺として神篦城主の延友信光が、顕考を招いて開山したとされるが、実際には延友信光は、元亀・天正年間に記録がある人物であるため事実ではないと思われる。

### 信光寺
元亀元年（1570年）小庵であった稲葉寺を延友信光が大檀那となって伽藍を持つ寺院に中興開基したものと考えられる。
天正2年(1574年)、武田勝頼の東濃侵攻の際に兵火により焼失した。
江戸時代になり、慶長12年（1607年）に三河三玄寺五世の安渓の法弟で、明知遠山氏の菩提寺の龍護寺や萬勝寺を開山した椽室宗採が、現在地に寺を再創し、
寛永16年（1639年）、その法弟の哲堂祖十が中興一世となり現在に至っている。
元禄8年(1695年)、土岐巡礼三十三所四番に選ばれて、
「後の世も　照さざらめや　小暮の信(まこと)を光(てら)す　寺のともしび」と詠まれている。

## 境内

### 石幢
境内には、下町中で建立された六地蔵(石幢)があり、瑞浪市指定文化財となっている。
この石幢は、高さ約230cm、花崗岩を用いた複製の石幢で、六角形の幢身の各面には1体の地蔵菩薩が浮彫りされている。かつて葬場の入口に立てられていたものを境内に移動したと伝えられており、死者の供養や慰霊のために造立したものとみられ、当時の六地蔵信仰の浸透を示している。また、竿には「寛文貮天」の文字が彫られており、寛文2年(1662年)の造立であることがわかる。

### 名号碑
元は神篦城(鶴ヶ城)の敷地内にあったとされる、寛文11年(1671年)・享保3年(1718年)・享保13年(1728年)の名号石と、寛延4年(1751年)の石造物がある。

## 末寺
常久寺(恵那市)

## 関連リンク
- 信光寺公式ホームページ
- 【第二番】瑞巌山　信光寺　瑞浪市観光協会
- 信光寺石幢　瑞浪市役所